# S8 (Georgië)
De S8 (Georgisch: საერთაშორისო მნიშვნელობის გზა ს8, Saertashoriso mnishvnelobis gza S8, weg van internationaal belang), ook bekend als 'Chasjoeri-Achaltsiche-Vale (grens van de Republiek Turkije)', is een 97 kilometer lange hoofdroute binnen het Georgische wegennet. De S8 is onderdeel van de Europese E691 tussen Achaltsiche en de Georgisch-Turkse grens en de Aziatische AH82 tussen Chasjoeri en Achaltsiche.

## Route
De route van de S8 begint in het centrum van Chasjoeri en gaat via Bordzjomi en Achaltsiche naar de grens met Turkije bij Vale. Na de Georgisch-Turkse grens gaat de weg verder als D955 naar Ardahan. De weg is geheel uitgevoerd als tweebaans autoweg.
De S8 is voor het grootste deel gesitueerd in de regio Samtsche-Dzjavacheti en voor een klein deel in Sjida Kartli. De weg volgt de kloof van de Mtkvari stroomopwaarts tot aan Achaltsiche en bereikt een maximale hoogte van 1.230 meter boven zeeniveau aan de Turkse grens. In Achaltsiche takt de S11 af die naar Armenië gaat.
De S8 verbindt centraal-Georgië met de regio Samtsche-Dzjavacheti en de toeristische bestemmingen Bordzjomi, Bakoeriani, Vardzia en Achaltsiche. Daarnaast is de S8 een belangrijke Georgische verbinding naar (Oost-)Turkije.

## Achtergrond
Het traject Chasjoeri en Achaltsiche van de S8 was vanaf het begin van de jaren 1980 genummerd als nationale Sovjet-route A-308. Daarvoor had de route geen wegnummer, zoals het geval was met de meeste hoofdwegen in de Sovjet-Unie. De A-308 verbond de M-27 (nu Georgische S1) in Chasjoeri met de A-306 in Achaltsiche, die liep tussen Batoemi en Gjoemri (Armenië). Deze laatste omvatte een stuk van drie kilometer ten westen van Achaltsiche dat tegenwoordig onderdeel is van de S8. De rest van de S8 tussen de splitsing naar Batoemi (sinds 1996 Sh1) en de Turkse grens was ongenummerd.
In 1996 werd het moderne Georgische wegnummeringssysteem geïntroduceerd en werd de A-308 omgenummerd tot de "S8 Chasjoeri - Achaltsiche - Vale (grens van de Republiek Turkije)", waarbij de weg met 18 kilometer verlengd werd naar de Turkse grens. Tot 2020 waren de S1 en S8 direct met elkaar verbonden in het centrum van Chasjoeri. In de zomer van 2020 werd de Chasjoeri-bypass van de S1 autosnelweg geopend, waardoor de S1 om Chasjoeri heen gaat en de S8 niet meer direct op de S1 aansluit.

## Foto's

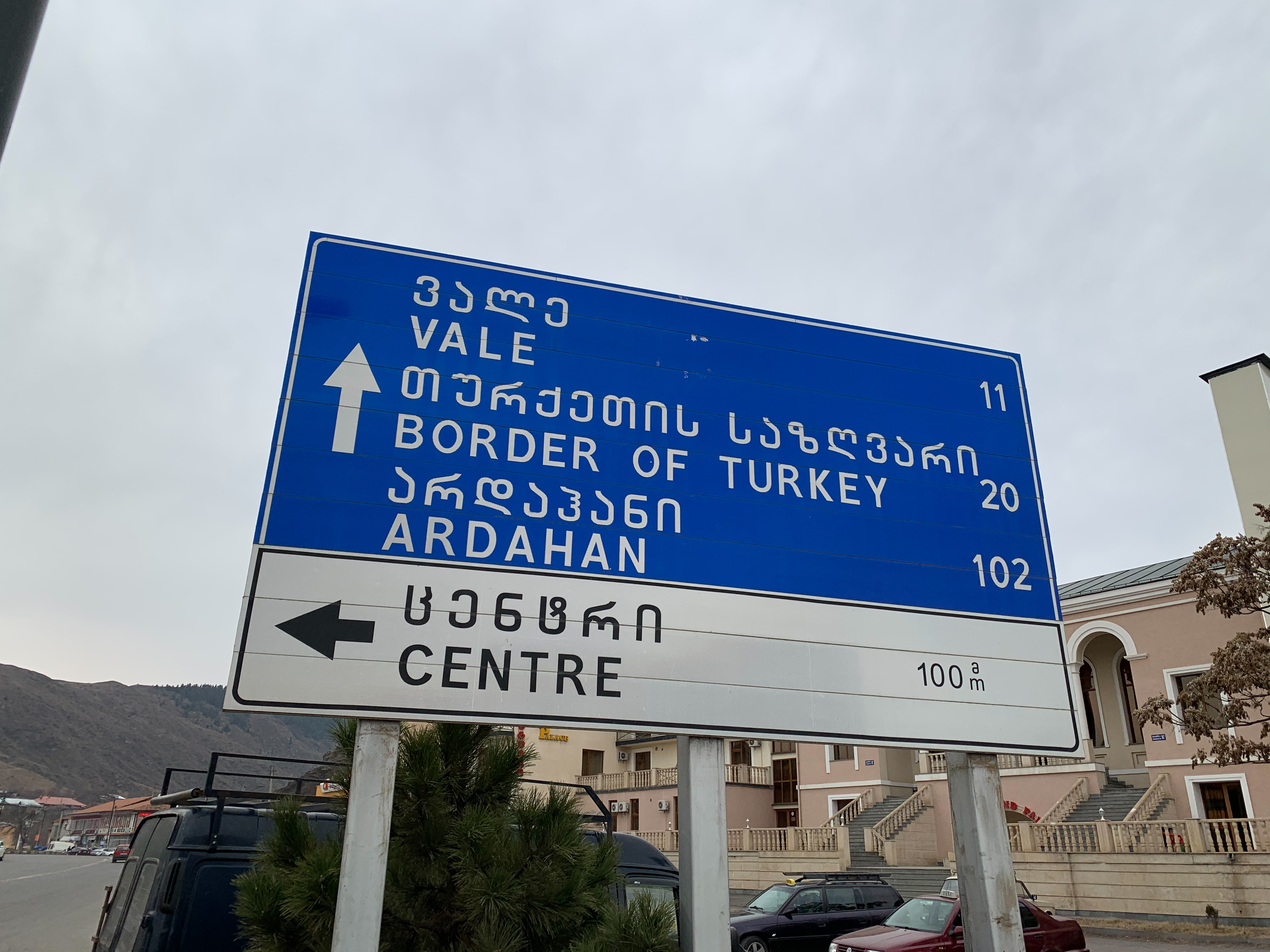
De S8 in Achaltsiche naar Turkije
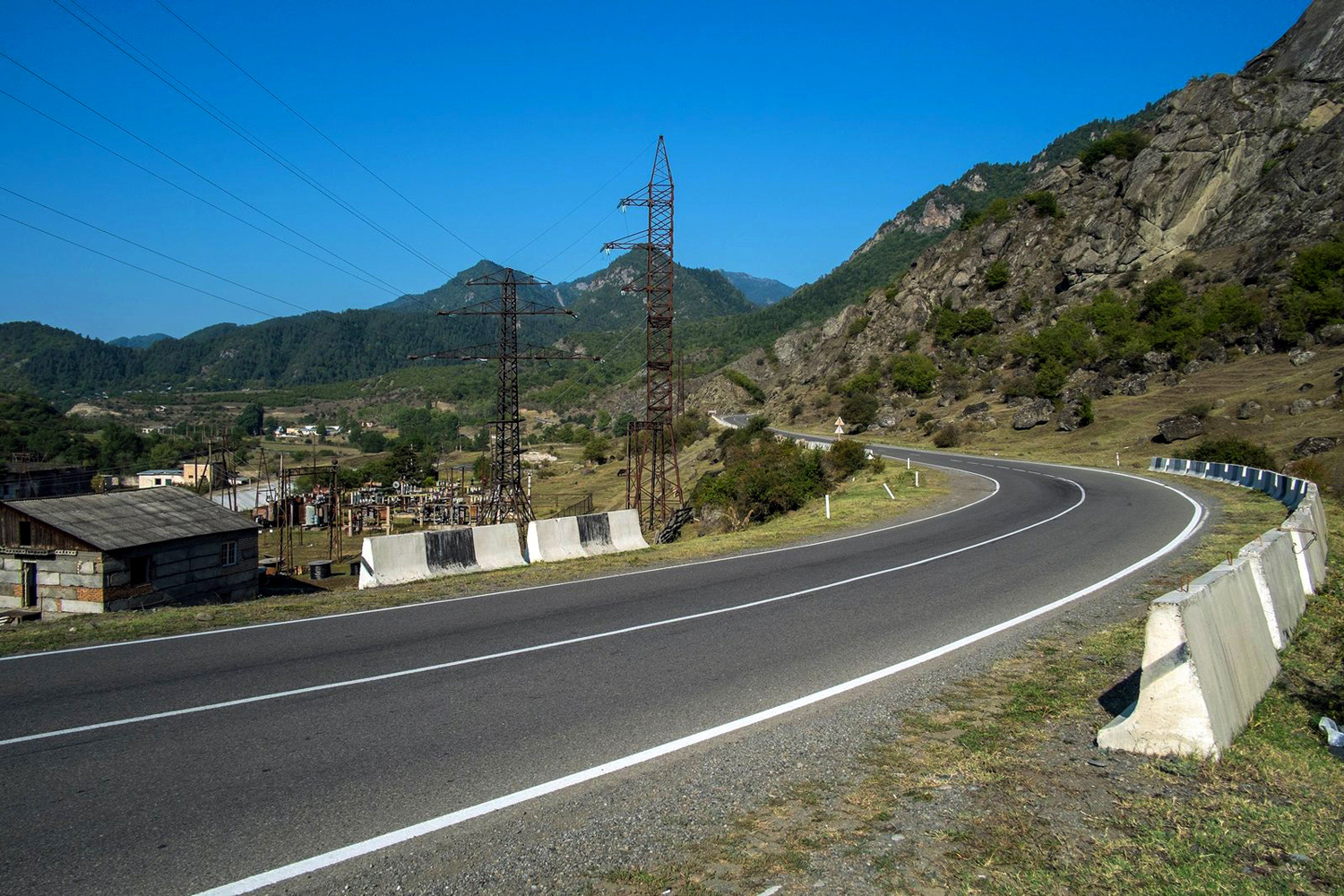
De S8 volgt het dal van de Mtkvari